# ブナミジン
ブナミジン（英：Bunamidine）は、テニア属のサナダムシによる感染症の治療に使用される動物用の駆虫薬であり 、taeniacideに分類される。
単包条虫（イヌの条虫）やHymenolepis diminuta（ネズミの条虫）にも有効である。